# Schizodelphis
Schizodelphis — вимерлий рід китоподібних.

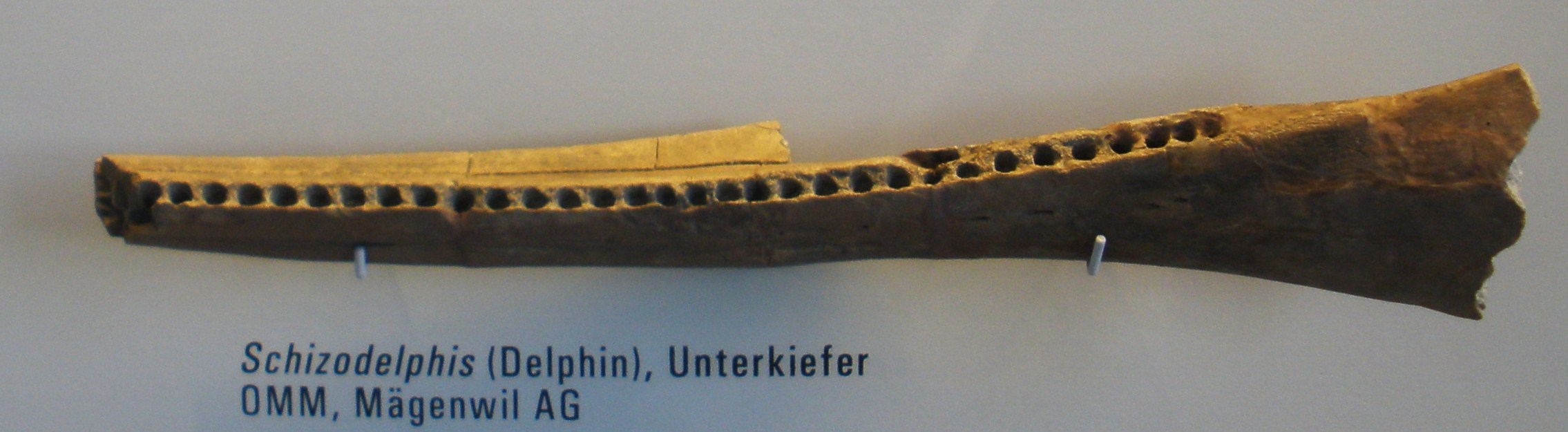
щелепа